# فتنه: درگذشت یک نویسنده
فتنه: درگذشت یک نویسنده (به انگلیسی: Intrigo: Death of an Author) فیلمی محصول سال ۲۰۱۸ و به کارگردانی دانیل آلفردسون است. در این فیلم بازیگرانی همچون بن کینگزلی، بنو فورمان، تووا نووتنی، مایکل بیرن، ورونیکا فرس و اد کوپر کلارک ایفای نقش کرده‌اند.